# آرثر لونغبوتوم
آرثر لونغبوتوم (بالإنجليزية: Arthur Longbottom)‏ هو لاعب كرة قدم بريطاني في مركز الهجوم، ولد في 30 يناير 1933 في ليدز في المملكة المتحدة. لعب مع أكسفورد يونايتد وبورت فايل وكولتشستر يونايتد وكوينز بارك رينجرز ونادي سكاربورو ونادي ميلوول.